# ون بيس: غولد
ون بيس فيلم غولد (باليابانية: ワンピースフィルムゴールド) هو فيلم أنيمي ياباني وهو الفلم الثالث عشر من ون بيس من إخراج هيروكي مياموتو وانتاج ستديو توئيه أنميشن. الفيلم مقتبس من مانغا ون بيس. أول عرض للفيلم كان في فندق قصر الإمارات في ابو ظبي في 15 تموز 2016.

## القصة
تدور احداث قصة الفيلم في مدينة “غران تيزورو” وهي مدينة معتمدة على نفسها في كل شيء، ويتكون مواطنيها من القراصنة وضباط المارينز والمليونيرات، وقد قامت حكومة العالم باستأجار تلك المدينة لكي يعيش فيها هؤلاء وتصبح أكبر مدينة ممتعة ومسلية في العالم. ويعيش السكان الاغنياء في مودة وصداقة في ذلك الملاذ الابدي الذي حتى حكومة العالم لا تستطيع ان تتدخل في شؤونه. حتى يقوم “قراصنة قبعة القش ” بمقابلة رئيس المدينة “غيلد تيزورو” وما حدث بعد ذلك شيء غريب. فماذا سيفعل “غيلد يزورو” ؟. وماذا فعل القراصنة عند مقابلته؟. وماذا سيحدث لتلك المدينة؟.

## روابط خارجية
- ون بيس: غولد على موقع IMDb (الإنجليزية)
- ون بيس: غولد على موقع ميتاكريتيك (الإنجليزية)
- ون بيس: غولد على موقع روتن توميتوز (الإنجليزية)
- ون بيس: غولد على موقع ألو سيني (الفرنسية)
- ون بيس: غولد على موقع بوكس أوفيس موجو (الإنجليزية)
- ون بيس: غولد على موقع فيلمافينيتي (الإسبانية)
- ون بيس: غولد على موقع قاعدة بيانات الفيلم (الإنجليزية)
- ون بيس: غولد على موقع ليتربوكسد (الإنجليزية)
- ون بيس: غولد على موقع كينوبويسك (الروسية)
- ون بيس: غولد على موقع ANN anime (الإنجليزية)